# Radiobode (België)
De Radiobode was een Belgisch Nederlandstalig tijdschrift dat werd uitgegeven door uitgeverij Patria voor de SAROV.

## Historiek
Het tijdschrift werd voor het eerst uitgegeven in 1931. De oplage bedroeg circa 20.000 exemplaren. Hoofdredacteur was Edward Joris. De laatste editie verscheen in 1939.